# Martín Ochandarte
Martín Ochandarte (Lima, 18 de agosto de 1969) es un exfutbolista peruano. Jugaba como defensa central.

## Trayectoria
Fue formado en las menores del Sporting Cristal y, tras un paso por Copa Perú a préstamo en ADA de Jaén, con el cuadro celeste se coronó campeón del Descentralizado 1988 en enero de 1989 donde inicia las acciones en el partido de definición ante Universitario de Deportes.
En 1990 juega en Sport Boys donde obtiene dos subcampeonatos y forma parte del plantel que jugó las ediciones de la Copa Libertadores 1991 y 1992.
En 1994 juega por Deportivo San Agustín, al siguiente año juega por el Atlético Torino. Sus últimos años los jugaría por el Unión Minas y nuevamente Sport Boys.

## Clubes
| Club             | País | Año         |
| ---------------- | ---- | ----------- |
| ADA              | Perú | 1987        |
| Sporting Cristal | Perú | 1988 - 1989 |
| Sport Boys       | Perú | 1990 - 1993 |
| San Agustín      | Perú | 1994        |
| Atlético Torino  | Perú | 1995        |
| Unión Minas      | Perú | 1996 - 1997 |
| Sport Boys       | Perú | 1998        |

## Palmarés

### Campeonatos nacionales
| Título                    | Club             | País | Año  |
| ------------------------- | ---------------- | ---- | ---- |
| Primera División del Perú | Sporting Cristal | Perú | 1988 |